# Aedia thomae
Aedia thomae är en fjärilsart som beskrevs av Louis Beethoven Prout 1927. Aedia thomae ingår i släktet Aedia och familjen nattflyn. Inga underarter finns listade i Catalogue of Life.